# Virginia Plain

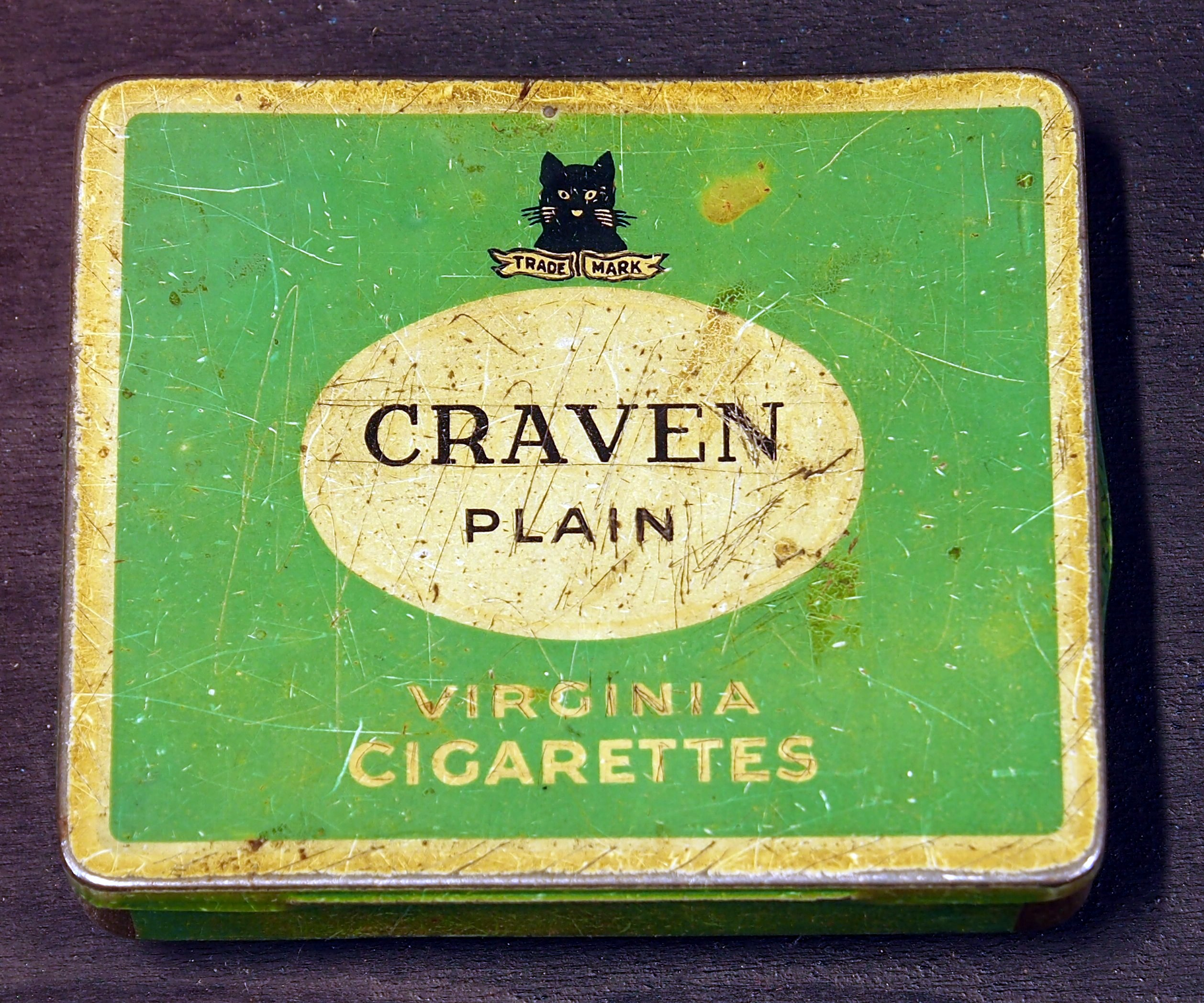
Virginia Plain

Virginia Plain is de debuutsingle van Roxy Music. Virginia Plain en B-kant The numberer zijn oorspronkelijk niet afkomstig van een van de studioalbums van de muziekgroep. Na het succes van zowel album en single in de hitparades werd het op diverse albumversies van debuutalbum Roxy Music alsnog meegeperst.
Virginia Plain is een speciaal soort tabak. In het lied wordt gerefereerd aan het ontspannen gevoel van de jaren zeventig. Verwezen wordt naar
- Robert E. Lee, hier: een advocaat van de firma Harbottle & Lewis, werkzaam voor de muziekindustrie,
- Baby Jane, Jane Holzer, kunstverzamelaar, deel uitmakend van de beweging rond Andy Warhol,
- Acapulco en Rio, destijds “places to be”,
- drive-in bioscopen,
- Studebaker, Amerikaans automerk,

Overigens was Roxy destijds een Nederlands/Duits sigarettenmerk.
Gitarist Phil Manzanera zou later toegeven bij de opname maar gespeeld te hebben wat bij hem opkwam. Het is de enige single van Roxy Music waarop bassist Rik Kenton speelde. Virgin Atlantic had van 1997 tot 2013 een vliegtuig (het Engelse homofoon "plane") in dienst met naam Virginia Plain (G-VTOP). Steve Jones, de gitarist van de punkband The Sex Pistols, vertelde in de documentaire The Filth and the Fury dat dit lied een diepe indruk op hem heeft gemaakt.

## Hitnotering
De single was met name succesvol in het Verenigd Koninkrijk. Bij de eerste uitgave stond twaalf weken in de UK Singles Chart genoteerd met als hoogste notering plaats 4. In 1977 kwam het opnieuw in die hitparade terecht, zes weken met hoogste notering plaats 11.

### Nederlandse Top 40
| Positie: | 34 | 27 | 30 | 32 | 38 | 40 | uit |

| Positie: | 27 | 22 | 21 | 27 | 38 | uit |

### NederlandseDaverende 30
| Positie: | 26 | 25 | 24 | 22 | 19 | 18 | 23 | uit |

| Positie: | 24 | 24 | uit |

### BelgischeBRT Top 30
| Positie: | 19 | 27 | uit |

### VlaamseUltratop 30
| Positie: | 30 | 25 | 29 | uit |

### NPO Radio 2 Top 2000
| Nummer met noteringen in de NPO Radio 2 Top 2000 | '05  | '06-'08 | '09  |
| ------------------------------------------------ | ---- | ------- | ---- |
| Virginia Plain                                   | 1846 | -       | 1880 |

1. ↑  Een '-' betekent dat het nummer niet was genoteerd en een vetgedrukt getal geeft de hoogste notering aan.
2. ↑  2005 was het eerste jaar met een notering voor dit nummer.
3. ↑  Deze tabel is bijgewerkt tot en met de laatste editie (2024).